# カーペンタリア湾
座標: 南緯13度45分 東経139度00分 / 南緯13.750度 東経139.000度

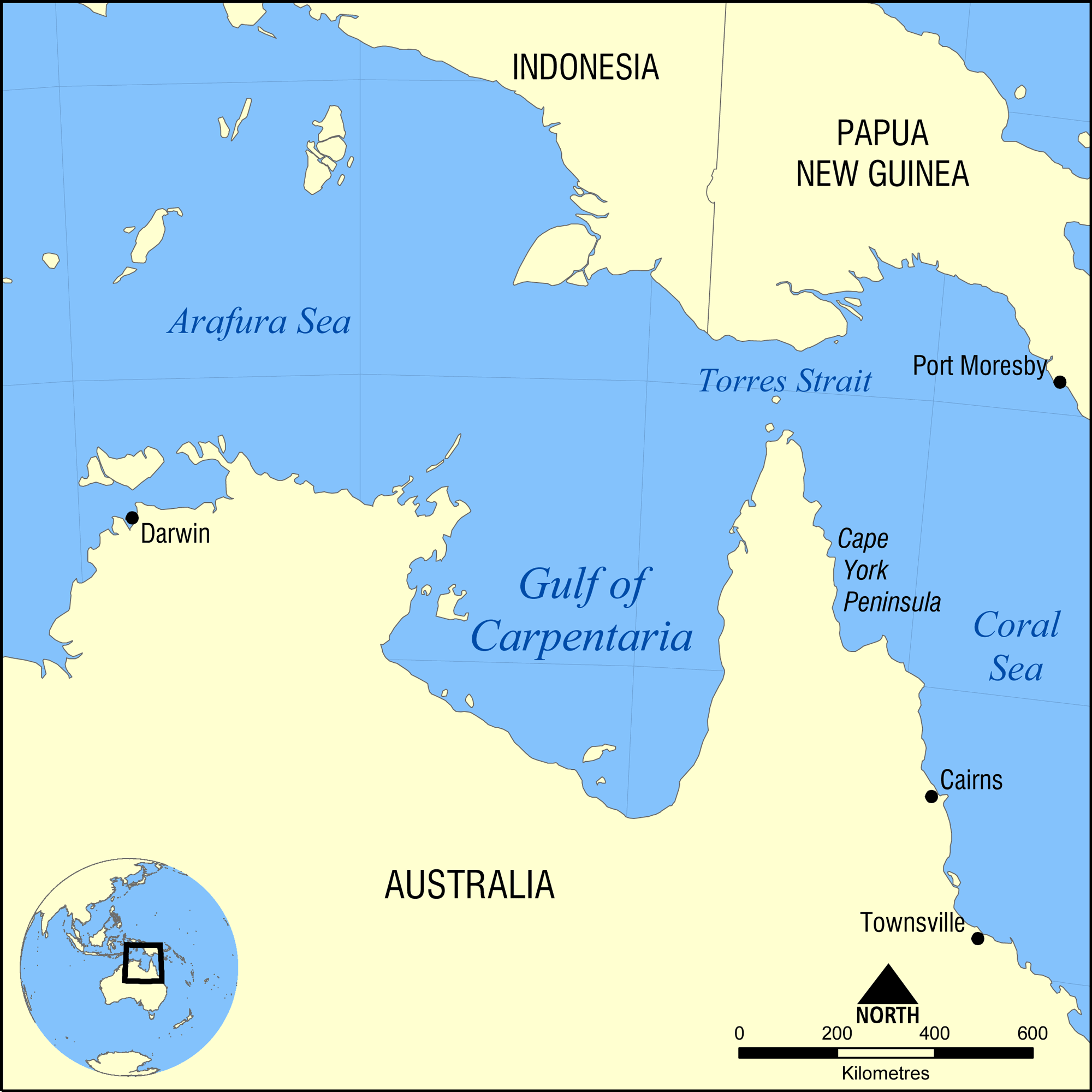
位置

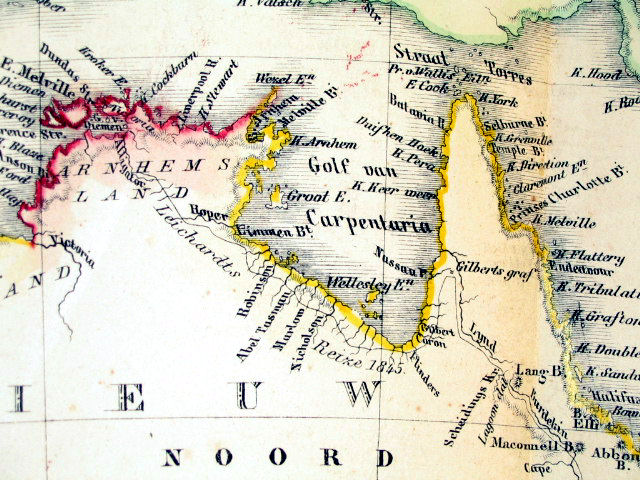
カーペンタリア湾

カーペンタリア湾（カーペンタリアわん、Gulf of Carpentaria）とはオーストラリア北方にある湾。西はアーネムランド(Arnhem Land)、東はヨーク岬半島に挟まれており、北側はアラフラ海に繋がっている。広く浅い湾であり、東西の長さは湾口において590㎞、最大となる南緯15°付近では675㎞であって、湾口から湾奥までの長さはおよそ700㎞である。水深は概ね60m、最深部でも約80mほどで、水域面積は約30万平方メートル。湾内の干満差は2メートルから3メートルである。

## 地理
湾内には、西部に最大のグルートアイランド島、サー・エドワード・ペリュー諸島、南部にウェルズリー諸島などの島がみられる。また、ミッチェル川、ギルバート川、フリンダーズ川などが流入する。
湾周辺の気候は、4月から11月までの明瞭な乾季があるサバナ気候。乾季は、オーストラリア大陸内陸部の高気圧に起因する、乾燥した南東～東よりの風に特徴づけられる。12月から3月の雨季にはサイクロンによる被害を受けやすく、年間降雨の大部分が集中し、沿岸部に洪水を引き起こす。年に平均して3回のサイクロンの襲来によって、湾内の堆積物が時計回りに攪拌されていると考えられている。
湾岸には大分水嶺山脈のような、降水の多い地域を狭い範囲に限定する山地が存在しないため、大陸の他の地域とは異なり、湾岸から内陸への降水量の変化は緩やかとなっている。
9月と10月には巨大な帯状の雲が空を横切るモーニング・グローリー（en:Morning Glory cloud）という気象現象が夜明け後しばらくして発生し、湾奥のバークタウン地域でよく観察される。
湾内の湿地帯には、マングローブが繁茂する。2017年には、広い面積で枯死していることが確認されている。
1万8000年前の最終氷期の最盛期には、湾は大きく干上がり、中央部に湖が存在した。また紀元536年には小惑星の衝突があったとの仮説が出されている。

## 歴史
初めて探検したヨーロッパ人はオランダのWillem Janszoon（Janszとも）で1606年のことである。1623年に仲間のJan Carstenszoonが訪れ、時の東インド会社総督に因んでカーペンタリア湾と名付けた。タスマニア島を発見したアベル・タスマンも2年後の1644年に探検している。
1860年から1861年にかけて、オーストラリア大陸縦断を初めて成功させたバーク・ウィルズ探検隊が内陸側から初めてカーペンタリア湾に達している。ただし、マングローブに覆われた湿地帯を突破できず、塩分を含んだ水と干満の差を確認して撤退している。